# Pyrausta abdicatrix
Pyrausta abdicatrix là một loài bướm đêm trong họ Crambidae.